# Troy (Ohio)
Troy is een plaats (city) in de Amerikaanse staat Ohio, en valt bestuurlijk gezien onder Miami County.

## Demografie
Bij de volkstelling in 2000 werd het aantal inwoners vastgesteld op 21.999.
In 2006 is het aantal inwoners door het United States Census Bureau geschat op 22.331, een stijging van 332 (1.5%).

## Geografie
Volgens het United States Census Bureau beslaat de plaats een oppervlakte van
25,3 km², waarvan 25,1 km² land en 0,2 km² water. Troy ligt op ongeveer 277 m boven zeeniveau.

## Plaatsen in de nabije omgeving
De onderstaande figuur toont nabijgelegen plaatsen in een straal van 12 km rond Troy.

## Geboren in Troy
- Mike Finnigan (1945-2021), jazz-, rock-, r&b- en bluesmuzikant